# Ощів (Польща)
Ощів (Ощув, пол. Oszczów) — село в Польщі, у гміні Долобичів Грубешівського повіту Люблінського воєводства. Населення — 220 осіб (2011). Лежить на Закерзонні (на історичній Холмщині).

## Історія
1531 року вперше згадується православна церква в селі.
За даними етнографічної експедиції 1869—1870 років під керівництвом Павла Чубинського, у селі переважно проживали греко-католики, усе населення розмовляло українською мовою.
У липні-серпні 1938 року польська влада в рамках великої акції руйнування українських храмів на Холмщині і Підляшші знищила місцеву православну церкву.
У 1943 році в селі проживало 586 українців і 586 поляків. 19 березня 1944 року польські шовіністи вбили в селі 20 українців.
У серпні 1944 року місцеві мешканці безуспішно зверталися до голови уряду УРСР Микити Хрущова з проханням включити село до складу УРСР, звернення підписало 196 осіб.
У середині червня 1947 року під час операції «Вісла» з Ощова на приєднані до Польщі північно-західні терени було виселено 101 українця, у селі залишилося 4 поляки.
У 1975—1998 роках село належало до Замойського воєводства.

## Населення
Демографічна структура станом на 31 березня 2011 року:
|          | Загалом | Допрацездатний вік | Працездатний вік | Постпрацездатний вік |
| -------- | ------- | ------------------ | ---------------- | -------------------- |
| Чоловіки | 115     | 23                 | 74               | 18                   |
| Жінки    | 105     | 13                 | 58               | 34                   |
| Разом    | 220     | 36                 | 132              | 52                   |

## Особистості

### Народилися
- Андрій Бурячок (1925—2008) — український мовознавець[8].